# Klykskinn
Klykskinn (Thanatephorus sterigmaticus) är en svampart som först beskrevs av Hubert Bourdot, och fick sitt nu gällande namn av P.H.B. Talbot 1965. Klykskinn ingår i släktet Thanatephorus och familjen Ceratobasidiaceae.  Arten är reproducerande i Sverige. Inga underarter finns listade i Catalogue of Life.